# 설렘주의보
《설렘주의보》는 2018년 10월 31일부터 2018년 12월 20일까지 MBN에서 방영된 수목 드라마 작품이었다.

## 등장 인물

### 주요 인물
- 천정명 : 차우현 역 - 피부과 전문의 - 스물한살 때인 의과대학 의예과 2학년 시절에 자신의 출생의 비밀은 《최고그룹》과 밀접하다는 것을 처음으로 알게 된다.
  - 송준희 : 9세 때의 어린 차우현 역 - 초등학교 2학년 9세 시절
  - 전준혁 : 16세 때의 어린 차우현 역 - 중학교 3학년 16세 시절
- 윤은혜 : 윤유정 역 - 배우

### 유정엔터
- 한고은 : 한재경 역 - 유정엔터 대표이사
- 주우재 : 성훈 역 - 배우

### 윤유정 주변 인물
- 표지훈 : 윤유준 역 - 유정의 동생[2]
- 최정원 : 황재민 역 - 배우
- 조현영 : 정소라 역 - 스타일리스트
- 정규수 : 윤철수 역 - 유정의 아버지

### 차우현 주변 인물
- 김예령 : 나화정 역 - 차우현의 어머니
- 강서연 : 강혜주 역 - 강한호텔 전무이사
- 최철호 : 안정석 역 - VIP병원 총대표 원장 - 내과 전문의 및 의학 석사 출신
  - 이지호 : 어린 안정석 역 - 초등학교 4학년 11세 시절
- 박정숙 : 유미선 역 - 안정석 원장의 아내
- 이주진 : 김장호 역 - 산부인과 전문의
  - 김태원 : 어린 김장호 역 - 중학교 2학년 15세 시절

### 최고그룹
- 김병기 : 차태수 역 - 차우현의 친아버지. 최고그룹 회장.
- 오미희 : 고경은 역 - 차태수 회장의 아내.
- 윤시현 : 차세현 역 - 차태수 회장의 장남. 차우현의 여섯살 많은 배다른 형.
  - 박하준 : 11세 때의 어린 차세현 역 - 초등학교 4학년 11세 시절
  - 추재호 : 18세 때의 어린 차세현 역 - 고등학교 2학년 18세 시절

### 특종일보
- 이혜란 : 주민아(주 과장) 역 - 특종일보 연예부 기자(연예부 취재과장)
- 남창희 : 남창대(남 기자) 역 - 특종일보 사진기자
  - 김도엽 : 어린 남창대 역 - 초등학교 5학년 12세 시절

### 배우 지망생
- 지수 : 김샛별 역 - 14세 여자중학교 1학년생
  - 김다은 : 어린 김샛별 역 - 초등학교 4학년 11세 시절
- 채연 : 서은별 역 - 14세 여자중학교 1학년생
  - 김아윤 : 어린 서은별 역 - 초등학교 1학년 8세 시절

## 촬영지
- 허브빌리지